# Arlington, Tennessee
Arlington är en kommun (town) i Shelby County i Tennessee. Vid 2010 års folkräkning hade Arlington 11 517 invånare.